# John Paul Jones (Schiff, 1993)
Die USS John Paul Jones (DDG-53) ist ein Lenkwaffenzerstörer der United States Navy. Sie gehört der Arleigh-Burke-Klasse an. Das Schiff ist nach John Paul Jones benannt, einem der Väter der US Navy.

## Geschichte

### Bau
Im September 1987 wurde der Auftrag über den Bau von DDG-53 erteilt. Im August 1990 wurde das Schiff als drittes seiner Klasse auf Kiel gelegt, Bauwerft war Bath Iron Works. Im Oktober 1991 lief der Zerstörer vom Stapel und wurde getauft.  Im Dezember 1993 konnte die John Paul Jones in Dienst gestellt werden. Sie war das erste Schiff ihrer Klasse, das im Pazifik diente.
Die Jones wurde als Plattform für die Shock Trials der Arleigh-Burke-Klasse ausgewählt. Dabei wurde der Rumpf durch nahe Explosionen, sowohl über als auch unter Wasser, auf Druckfestigkeit getestet.

### Einsatzfahrten
Die John Paul Jones wurde hauptsächlich im Persischen Golf eingesetzt. Darunter war auch eine Fahrt 2001 mit der Enterprise, als die Kampfgruppe im Rahmen der Operation Southern Watch eingesetzt wurde. Im Anschluss nahm das Schiff am Afghanistan-Krieg teil und schoss währenddessen BGM-109 Tomahawk auf Ziele in Afghanistan ab.
2004 sowie 2006 nahm die John Paul Jones an der multinationalen Übung RIMPAC teil, 2005 an der Übung Talisman Sabre. 2007 folgte die Übung Valiant Shield. Mit der Nimitz wurde der Zerstörer in den Westpazifik verlegt, um die in Japan stationierte Kitty Hawk zu ersetzen, die zur Überholung ins Trockendock musste.
Im Januar 2016 wurde die ehemalige Fregatte Reuben James` bei einem Seezielschießen durch einen SM-6-Flugkörper der USS John Paul Jones versenkt.